# La Pobla Llarga
La Pobla Llarga, en valencien et officiellement, (Puebla Larga en castillan), est une commune de la province de Valence, dans la Communauté valencienne, en Espagne. Elle est située dans la comarque de la Ribera Alta et dans la zone à prédominance linguistique valencienne. Sa population s'élevait à 4 452 habitants en 2020.

## Géographie

Localisation de La Pobla Llarga
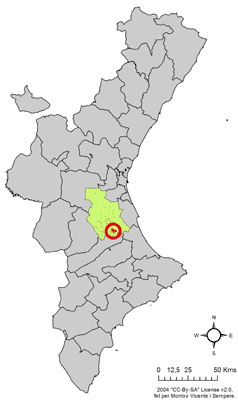
dans la Communauté valencienne.
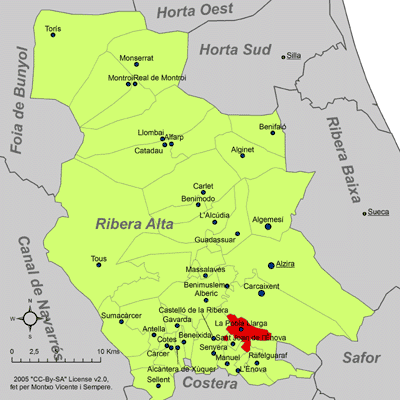
dans la comarque de la Ribera Alta.

### Localités limitrophes
Le territoire communal de La Pobla Llarga est voisin de celui des communes suivantes :
Carcaixent, L'Ènova, Manuel, Rafelguaraf, Sant Joanet, Senyera et Villanueva de Castellón, toutes situées dans la province de Valence.

## Démographie
| 1990  | 1992  | 1994  | 1996  | 1998  | 2000  | 2002  | 2004  | 2005  | 2006  |
| ----- | ----- | ----- | ----- | ----- | ----- | ----- | ----- | ----- | ----- |
| 4.537 | 4.376 | 4.463 | 4.390 | 4.339 | 4.373 | 4.372 | 4.473 | 4.451 | 4.379 |

## Administration
Liste des maires, depuis les premières élections démocratiques.
| Législature | Nom du Maire              | Parti politique |
| ----------- | ------------------------- | --------------- |
| 1979-1983   | Eleuterio Serena Tena     | PSPV-PSOE       |
| 1983-1987   | Eleuterio Serena Tena     | PSPV-PSOE       |
| 1987-1991   | Edelmiro Tudela Vilaplana | PSPV-PSOE       |
| 1991-1995   | Manuel Bellver Capci      | PSPV-PSOE       |
| 1995-1999   | Jose María Botella Alfaro | EUPV            |
| 1999-2003   | Jose María Botella Alfaro | EUPV            |
| 2003-2007   | Rafael Soler Vert         | PP              |
| 2007-2011   | Rafael Soler Vert         | PP              |
| 2011-2015   | Rafael Soler Vert         | PP              |
| 2015-2019   | Neus Garrigues Calatayud  | PSPV-PSOE       |
| 2019-2023   | Neus Garrigues Calatayud  | PSPV-PSOE       |

### Sources
- (es) Cet article est partiellement ou en totalité issu de l’article de Wikipédia en espagnol intitulé « Puebla_Larga » (voir la liste des auteurs).
- (es) Varaciones de los municipios de España desde 1842, Ministerio de administraciones públicas, octobre 2008, 364 p. (lire en ligne) [PDF]